# Peter De Wint

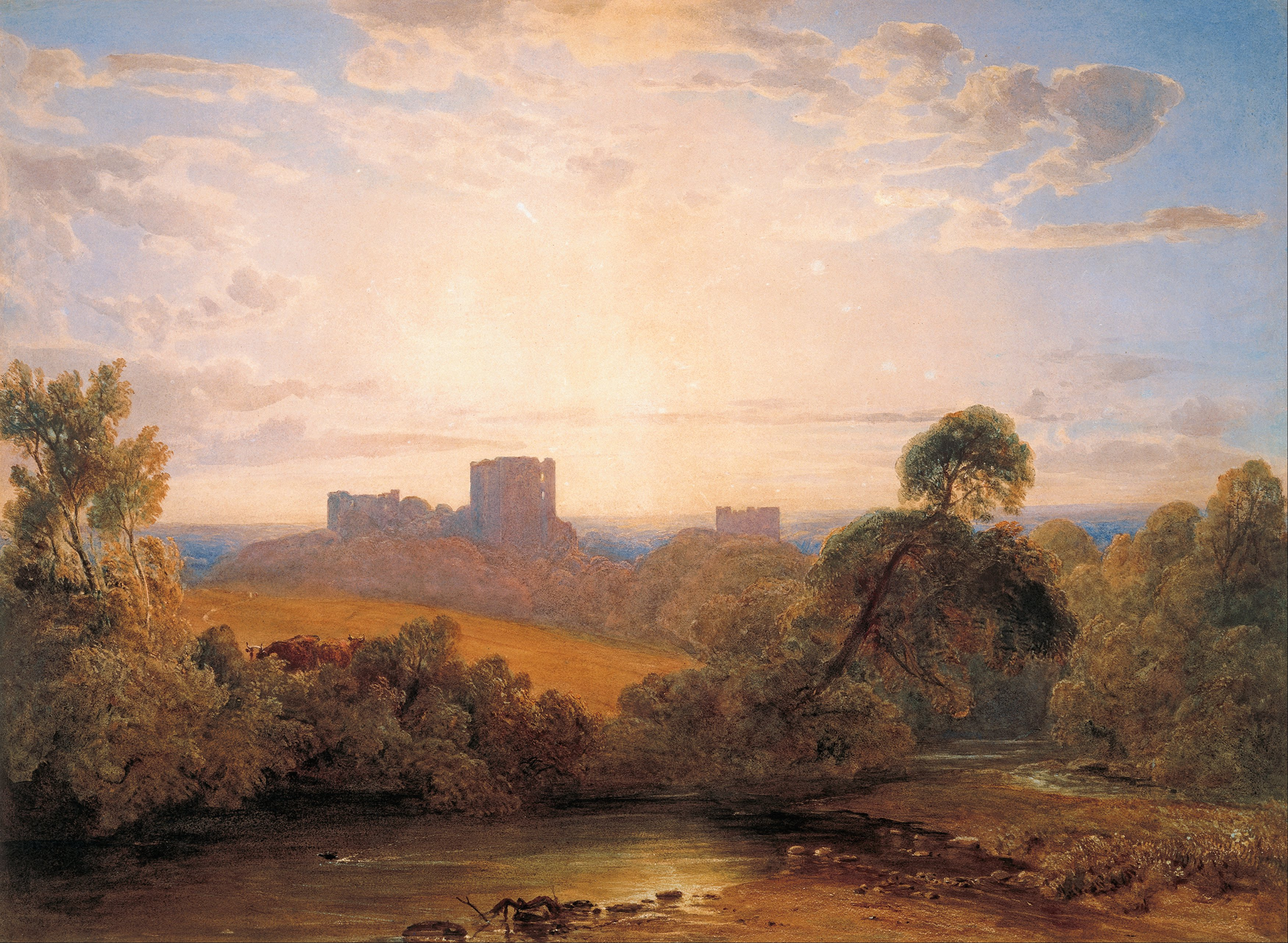
Zamek Kenilworth, akwarela, ok. 1827

Peter De Wint (ur. 21 stycznia 1784 w Stone, zm. 30 stycznia 1849 w Londynie) – angielski malarz pejzażysta.
Urodził się w rodzinie pochodzącego z Holandii lekarza. Był uczniem Johna Raphaela Smitha, studia kontynuował w Royal Academy Schools i w tym czasie często bywał w domu dra Thomasa Monro, mecenasa sztuki i lekarza Jerzego III.
Peter De Wint uprawiał klasyczne malarstwo sztalugowe, jednak największe uznanie zdobył jako akwarelista. Najczęściej malował okolice Lincoln, gdzie mieszkali jego teściowie. Jego styl odznaczał się używaniem dużych plam rozcieńczonych kolorów, co przypomina styl Johna Cotmana.
Artysta zdobył znaczną popularność i był ceniony jako pedagog. W 1812 roku został pełnym członkiem Royal Watercolour Society, gdzie wystawiał do końca życia.